# Bocchoris nuclealis
Bocchoris nuclealis là một loài bướm đêm trong họ Crambidae.